# 多姆山
多姆山（法語：Puy-de-Dôme，法語：[pɥi də dom] ⓘ）是法国的火山穹丘，也是谢讷德皮地区最年轻的火山及最高点，距离克莱蒙费朗约10公里，多姆山省即以其命名。